# Ilja Gurin
Ilja Gurin (russisk: Илья́ Я́ковлевич Гу́рин) (født 9. juli 1922 i Kharkiv i Ukrainske SSR, død 8. september 1994 i Moskva i Rusland) var en sovjetisk filminstruktør og manuskriptforfatter.

## Filmografi
- Zolotoj esjelon (Золотой эшелон, 1959)[1][2]
- Daj lapu, Drug! (Дай лапу, Друг!, 1967)
- V Moskve projezdom (В Москве проездом…, 1970)